# Vitória FC
Vitória Futebol Clube – brazylijski klub piłkarski z siedzibą w mieście Vitória, stolicy stanu Espírito Santo.

## Osiągnięcia
- Mistrz stanu Espírito Santo (8): 1932, 1933, 1943, 1950, 1952, 1956, 1976, 2006
- Campeonato da Cidade de Vitória: 1920

## Historia
Klub założony został 1 października 1912 roku pod nazwą Foot-ball Club Victoria. Stało się to na zebraniu w dwupiętrowym budynku przy ulicy São Francisco. Założycielami klubu byli m.in.: João Pereira Neto, João Nascimento, Armando Ayres, Graciano dos Santos Neves, Edgar dos Santos Neves, Névio Costa, Edgard O’Reilly de Souza, Pedro O’Reilly de Souza, Constâncio Espíndula oraz Taciano Espíndula. Pierwszym prezesem klubu wybrany został João Pereira Neto.
W 1932 Vitória zdobyła pierwsze mistrzostwo stanowe. W 1977 roku klub wziął udział w rozgrywkach I ligi brazylijskiej (Campeonato Brasileiro Série A), gdzie zajął 40 miejsce - wyższe niż Athletico Paranaense. W 2006 Vitória wzięła udział w rozgrywkach III ligi brazylijskiej (Campeonato Brasileiro Série C), jednak odpadła już w pierwszym etapie.